# FK Partizan
Fudbalski klub Partizan (Kirin Serbia: Фудбалски клуб Партизан, IPA: [fûdbalskiː klûːb partǐzaːn]; tiếng Việt: Câu lạc bộ bóng đá Partizan), đôi khi được gọi là Partizan Beograd, là một câu lạc bộ bóng đá chuyên nghiệp của Serbia có trụ sở ở Beograd. Câu lạc bộ là một phần của câu lạc bộ thể thao đa năng Partizan. Câu lạc bộ thi đấu ở Giải bóng đá vô địch quốc gia Serbia và đã trải qua toàn bộ lịch sử của mình ở hạng đấu hàng đầu của bóng đá Nam Tư và Serbia, đã giành được tổng cộng 45 danh hiệu chính thức, đứng thứ hai trong bảng xếp hạng mọi thời đại của giải đấu Nam Tư.
Partizan được thành lập bởi các sĩ quan cấp cao trẻ tuổi của Quân đội Nhân dân Nam Tư vào năm 1945 ở Beograd, là một phần của Hiệp hội Thể thao Nam Tư Partizan. Sân nhà của câu lạc bộ là Sân vận động Partizan ở Beograd, nơi họ đã thi đấu kể từ năm 1949. Partizan nắm giữ những kỷ lục như thi đấu ở trận đấu Cúp C1 châu Âu đầu tiên vào ngày 4 tháng 9 năm 1955, cũng như trở thành câu lạc bộ bóng đá Balkan và Đông Âu đầu tiên lọt đến trận chung kết Cúp C1 châu Âu vào năm 1966. Partizan là câu lạc bộ Serbia đầu tiên thi đấu ở vòng bảng UEFA Champions League.
Câu lạc bộ có một mối thù địch lâu dài với Sao Đỏ Beograd. Các trận đấu giữa hai câu lạc bộ này được biết đến là trận Derby vĩnh cửu ("Večiti derbi") và được đánh giá là một trong những cuộc đụng độ giữa hai đội cùng thành phố vĩ đại nhất trên thế giới. Partizan cũng có nhiều cổ động viên ở nhiều nước cộng hòa thuộc Nam Tư cũ và cộng đồng người Serbia.

## Thành tích
Tổng thể, Partizan đã giành được 45 danh hiệu chính thức bao gồm 27 chức vô địch quốc gia, 16 cúp quốc gia, 1 siêu cúp quốc gia và 1 Mitropa Cup.

### Trong nước

#### Vô địch quốc gia – 27
- Giải bóng đá vô địch quốc gia Nam Tư
  -  Vô địch (11): 1946–47, 1948–49, 1960–61, 1961–62, 1962–63, 1964–65, 1975–76, 1977–78, 1982–83, 1985–86, 1986–87
- Giải bóng đá vô địch quốc gia Serbia và Montenegro (kỷ lục)
  -  Vô địch (8): 1992–93, 1993–94, 1995–96, 1996–97, 1998–99, 2001–02, 2002–03, 2004–05
- Giải bóng đá vô địch quốc gia Serbia (kỷ lục)
  -  Vô địch (8): 2007–08, 2008–09, 2009–10, 2010–11, 2011–12, 2012–13, 2014–15, 2016–17

#### Cúp quốc gia – 16
- Cúp bóng đá Nam Tư
  -  Vô địch (6): 1946–47, 1951–52, 1953–54, 1956–57, 1988–89, 1991–92
- Cúp bóng đá Serbia và Montenegro
  -  Vô địch (3):  1993–94, 1997–98, 2000–01
- Cúp bóng đá Serbia (kỷ lục)
  -  Vô địch (7): 2007–08, 2008–09, 2010–11, 2015–16, 2016–17, 2017–18, 2018–19

Siêu cúp quốc gia – 1
- Siêu cúp bóng đá Nam Tư
  -  Vô địch (1): 1989

### Quốc tế
- Mitropa Cup
  - Vô địch (1): 1978
- Cúp C1 châu Âu / UEFA Champions League
  - Á quân (1): 1965–1966

## Kỷ lục câu lạc bộ
Người giữ kỷ lục về số lần ra sân của Partizan là cầu thủ Saša Ilić. Anh đã chơi 874 trận trong hai thời kỳ, từ năm 1996 đến năm 2005 và từ năm 2010 đến năm 2019. Người giữ kỷ lục ghi bàn là tiền đạo Stjepan Bobek với 425 bàn. Hơn 150 cầu thủ bóng đá từ Partizan đã thi đấu cho các đội tuyển bóng đá quốc gia Nam Tư và Serbia. Stjepan Bobek nắm giữ kỷ lục của đội tuyển quốc gia Nam Tư với 38 bàn thắng, với vị trí thứ hai được chia sẻ bởi Savo Milošević, Milan Galić và Blagoje Marjanović, mỗi người ghi được 37 bàn thắng. Aleksandar Mitrović giữ kỷ lục của đội tuyển quốc gia Serbia với 41 bàn thắng tính đến cuối năm 2021, điều này có nghĩa là bốn trong số năm cầu thủ ghi nhiều bàn thắng nhất cho đội tuyển quốc gia đã từng là cầu thủ của Partizan.
Partizan là đội giữ kỷ lục của Giải bóng đá vô địch quốc gia Nam Tư về số điểm giành được trong một mùa giải với 107 điểm, và là đội vô địch giải đấu duy nhất đã bất bại trong một mùa giải (vào năm 2005 và 2010). Partizan trở thành đội vô địch đầu tiên của Nam Tư vào năm 1947, đội đoạt Cúp bóng đá Nam Tư đầu tiên cũng vào năm 1947, và qua đó cũng là đội giành cú đúp đầu tiên trong nước. Họ đã giành được ba danh hiệu vô địch quốc gia liên tiếp vào các năm 1961, 1962 và 1963, là hat-trick danh hiệu đầu tiên trong lịch sử của Giải bóng đá vô địch quốc gia Nam Tư. Partizan giành được nhiều chức vô địch quốc gia nhất kể từ khi Nam Tư giải thể, trở thành nhà vô địch 13 lần. Họ là câu lạc bộ Serbia duy nhất từ trước đến nay, kể từ giải đấu bóng đá quốc gia đầu tiên trên toàn quốc vào năm 1923, giành được sáu danh hiệu quốc gia liên tiếp, một kỳ tích mà họ đã đạt được từ năm 2007 đến năm 2013.
Câu lạc bộ nắm giữ các kỷ lục như thi đấu ở trận đấu Cúp C1 châu Âu đầu tiên vào năm 1955, trở thành câu lạc bộ Balkan và Đông Âu đầu tiên thi đấu ở trận chung kết Cúp C1 châu Âu vào năm 1966, và trở thành câu lạc bộ đầu tiên từ Serbia tham dự vòng bảng UEFA Champions League vào năm 2003. Chiến thắng đậm nhất của câu lạc bộ tại các giải đấu châu Âu là 8–0 trước nhà vô địch Wales Rhyl ở vòng loại UEFA Champions League 2009–10.

## Các cầu thủ

### Đội hình hiện tại
Tính đến ngày 24 tháng 8 năm 2022
Ghi chú: Quốc kỳ chỉ đội tuyển quốc gia được xác định rõ trong điều lệ tư cách FIFA. Các cầu thủ có thể giữ hơn một quốc tịch ngoài FIFA.
| Số | VT | Quốc gia             | Cầu thủ                                |
| -- | -- | -------------------- | -------------------------------------- |
| 3  | HV | Serbia               | Mihajlo Ilić                           |
| 4  | HV | Bosna và Hercegovina | Siniša Saničanin                       |
| 5  | HV | Montenegro           | Igor Vujačić                           |
| 6  | HV | Serbia               | Svetozar Marković                      |
| 7  | TV | Cabo Verde           | Patrick Andrade                        |
| 8  | TV | Mali                 | Hamidou Traoré                         |
| 9  | TĐ | Hà Lan               | Queensy Menig                          |
| 10 | TV | Israel               | Bibras Natcho (đội phó)                |
| 11 | TĐ | Cabo Verde           | Ricardo Gomes                          |
| 12 | HV | Serbia               | Zlatan Šehović                         |
| 13 | TV | Colombia             | Andrés Colorado (cho mượn từ Cortuluá) |
| 14 | TV | Serbia               | Samed Baždar                           |
| 15 | TV | Serbia               | Ljubomir Fejsa                         |
| 17 | HV | Serbia               | Marko Živković                         |
| 18 | TĐ | Mali                 | Fousseni Diabaté                       |

| Số | VT | Quốc gia   | Cầu thủ                        |
| -- | -- | ---------- | ------------------------------ |
| 20 | TĐ | Serbia     | Andrija Pavlović               |
| 25 | TM | Serbia     | Milan Lukač                    |
| 26 | HV | Serbia     | Aleksandar Filipović           |
| 29 | TĐ | Serbia     | Nemanja Ilić                   |
| 38 | TĐ | Serbia     | Janko Jevremović               |
| 40 | TV | Serbia     | Kristijan Belić                |
| 41 | TM | Serbia     | Aleksandar Popović             |
| 45 | TV | Serbia     | Mateja Stjepanović             |
| 50 | TĐ | Montenegro | Marko Brnović                  |
| 55 | TV | Serbia     | Danilo Pantić                  |
| 72 | HV | Serbia     | Slobodan Urošević (đội trưởng) |
| 77 | TĐ | Serbia     | Nemanja Jović                  |
| 85 | TM | Serbia     | Nemanja Stevanović             |
| 90 | TĐ | Serbia     | Mihajlo Petković               |

### Cho mượn
Ghi chú: Quốc kỳ chỉ đội tuyển quốc gia được xác định rõ trong điều lệ tư cách FIFA. Các cầu thủ có thể giữ hơn một quốc tịch ngoài FIFA.
| Số | VT | Quốc gia | Cầu thủ |
| -- | -- | -------- | ------- |

### Các cầu thủ trong nước đáng chú ý
Cờ biểu thị các đội tuyển quốc gia mà các cầu thủ đã thi đấu. Các cầu thủ đã thi đấu cho hai đội tuyển quốc gia khác nhau có cờ của cả hai đội tuyển quốc gia.
- Radomir Antić
- Aleksandar Atanacković
- Stefan Babović
- Mane Bajić
- Zoran Batrović
- Radoslav Bečejac
- Bruno Belin
- Nenad Bjeković
- Stjepan Bobek
- Miloš Bogunović
- Miroslav Bogosavac
- Dražen Bolić
- Petar Borota
- Miroslav Bošković
- Darko Brašanac
- Branko Brnović
- Dragoljub Brnović
- Nenad Brnović
- Miroslav Brozović
- Zlatko Čajkovski
- Damir Čakar
- Vlado Čapljić
- Srđan Čebinac
- Zvezdan Čebinac
- Ratko Čolić
- Dragan Ćirić
- Milivoje Ćirković
- Saša Ćurčić
- Ivan Ćurković
- Milan Damjanović
- Aleksandar Davidov
- Božidar Drenovac
- Ljubinko Drulović
- Igor Duljaj
- Miloš Đelmaš
- Borivoje Đorđević
- Nenad Đorđević
- Svemir Đorđić
- Vladislav Đukić
- Milko Đurovski
- Ljubomir Fejsa
- Vladimir Firm
- Milan Galić
- Franjo Glazer
- Ivan Golac
- Mustafa Hasanagić
- Jusuf Hatunić
- Antun Herceg
- Edvard Hočevar
- Idriz Hošić
- Brana Ilić
- Radiša Ilić
- Saša Ilić
- Ivica Iliev
- Đorđe Ivanović
- Vladimir Ivić
- Lajoš Jakovetić
- Miodrag Ješić
- Marko Jevtović
- Jovan Jezerkić
- Stanoje Jocić
- Miloš Jojić
- Slaviša Jokanović
- Miodrag Jovanović
- Nemanja Jović
- Fahrudin Jusufi
- Tomislav Kaloperović
- Srečko Katanec
- Ilija Katić
- Mateja Kežman
- Nikica Klinčarski
- Božidar Kolaković
- Vladica Kovačević
- Refik Kozić
- Ivica Kralj
- Mladen Krstajić
- Danko Lazović
- Marko Lomić
- Milan Lukač
- Saša Lukić
- Adem Ljajić
- Dragan Mance
- Nikola Malbaša
- Lazar Marković
- Svetozar Marković
- Florijan Matekalo
- Branislav Mihajlović
- Ljubomir Mihajlović
- Prvoslav Mihajlović
- Predrag Mijatović
- Jovan Miladinović
- Darko Milanič
- Nikola Milenković
- Nemanja G. Miletić
- Nemanja R. Miletić
- Goran Milojević
- Savo Milošević
- Milovan Milović
- Aleksandar Mitrović
- Bora Milutinović
- Miloš Milutinović
- Zoran Mirković
- Albert Nađ
- Nikola Ninković
- Džoni Novak
- Ivan Obradović
- Ognjen Ožegović
- Dejan Ognjanović
- Fahrudin Omerović
- Bela Palfi
- Goran Pandurović
- Danilo Pantić
- Milinko Pantić
- Blagoje Paunović
- Veljko Paunović
- Gordan Petrić
- Strahinja Pavlović
- Radosav Petrović
- Vlada Pejović
- Josip Pirmajer
- Aleksandar Popović
- Dževad Prekazi
- Radovan Radaković
- Ljubomir Radanović
- Lazar Radović
- Miodrag Radović
- Branko Rašović
- Vuk Rašović
- Nemanja Rnić
- Antonio Rukavina
- Slobodan Santrač
- Niša Saveljić
- Božidar Senčar
- Kiril Simonovski
- Admir Smajić
- Milan Smiljanić
- Velimir Sombolac
- Predrag Spasić
- Vojislav Stanković
- Vujadin Stanojković
- Alen Stevanović
- Goran Stevanović
- Filip Stevanović
- Slavko Stojanović
- Ranko Stojić
- Nenad Stojković
- Vladimir Stojković
- Miralem Sulejmani
- Đorđe Svetličić
- Bojan Šaranov
- Slađan Šćepović
- Marko Šćepović
- Stefan Šćepović
- Petar Škuletić
- Milutin Šoškić
- Franjo Šoštarić
- Đorđe Tomić
- Ivan Tomić
- Nemanja Tomić
- Zoran Tošić
- Aleksandar Trifunović
- Goran Trobok
- Slobodan Urošević
- Zvonko Varga
- Marko Valok
- Joakim Vislavski
- Velibor Vasović
- Vladimir Vermezović
- Fadilj Vokri
- Dušan Vlahović
- Vladimir Volkov
- Budimir Vujačić
- Simon Vukčević
- Milan Vukelić
- Zvonimir Vukić
- Todor Veselinović
- Momčilo Vukotić
- Miroslav Vulićević
- Ilija Zavišić
- Saša Zdjelar
- Branko Zebec
- Miodrag Živaljević
- Andrija Živković
- Zvonko Živković

### Các cầu thủ nước ngoài đáng chú ý
Cờ biểu thị các đội tuyển quốc gia mà các cầu thủ đã thi đấu. Các cầu thủ đã thi đấu cho hai đội tuyển quốc gia khác nhau có cờ của cả hai đội tuyển quốc gia.
- Branimir Bajić
- Darko Maletić
- Nenad Mišković
- Goran Zakarić
- Siniša Saničanin
- Cléo
- Juca
- Leonardo
- Everton Luiz
- Ivan Bandalovski
- Valeri Bojinov
- Ivan Ivanov
- Predrag Pažin
- Filip Holender
- Macky Bagnack
- Pierre Boya
- Eric Djemba-Djemba
- Aboubakar Oumarou
- Léandre Tawamba
- Ricardo Gomes
- David Manga
- Liu Haiguang
- Giả Tú Toàn
- Dominic Adiyiah
- Prince Tagoe
- Seydouba Soumah
- Fousseni Diabaté
- Almami Moreira
- Ilija Mitić
- Scoop Stanisic
- Bibras Natcho
- Takuma Asano
- Mohamed El Monir
- Mohamed Zubya
- Marjan Gerasimovski
- Gjorgji Hristov
- Aleksandar Lazevski
- Milan Stojanoski
- Viktor Trenevski
- Darko Božović
- Mladen Božović
- Marko Ćetković
- Andrija Delibašić
- Nikola Drinčić
- Uroš Đurđević
- Petar Grbić
- Marko Janković
- Stevan Jovetić
- Nebojša Kosović
- Milorad Peković
- Srđan Radonjić
- Stefan Savić
- Aleksandar Šćekić
- Igor Vujačić
- Ifeanyi Emeghara
- Obiora Odita
- Umar Sadiq
- Taribo West
- Tomasz Rząsa
- Gabriel Enache
- Marc Valiente
- Queensy Menig
- Lamine Diarra
- Mohamed Kamara
- Gregor Balažic
- Branko Ilić
- Zlatko Zahovič
- Kim Chi-woo
- Joseph Kizito